# (1535) Päijänne
(1535) Päijänne ist ein Asteroid des Hauptgürtels, der am 9. September 1939 von dem finnischen Astronomen Yrjö Väisälä in Turku entdeckt wurde.
Der Asteroid ist nach dem finnischen See Päijänne im gleichnamigen Nationalpark benannt.